# Antonio Cabello Baena
Antonio Cabello Baena (Còrdova, 5 de gener de 1990) és un exciclista espanyol, professional del 2010 al 2014.

## Palmarès

### Resultats a la Volta a Espanya
- 2011. 165è de la classificació general